# Anders de la Motte

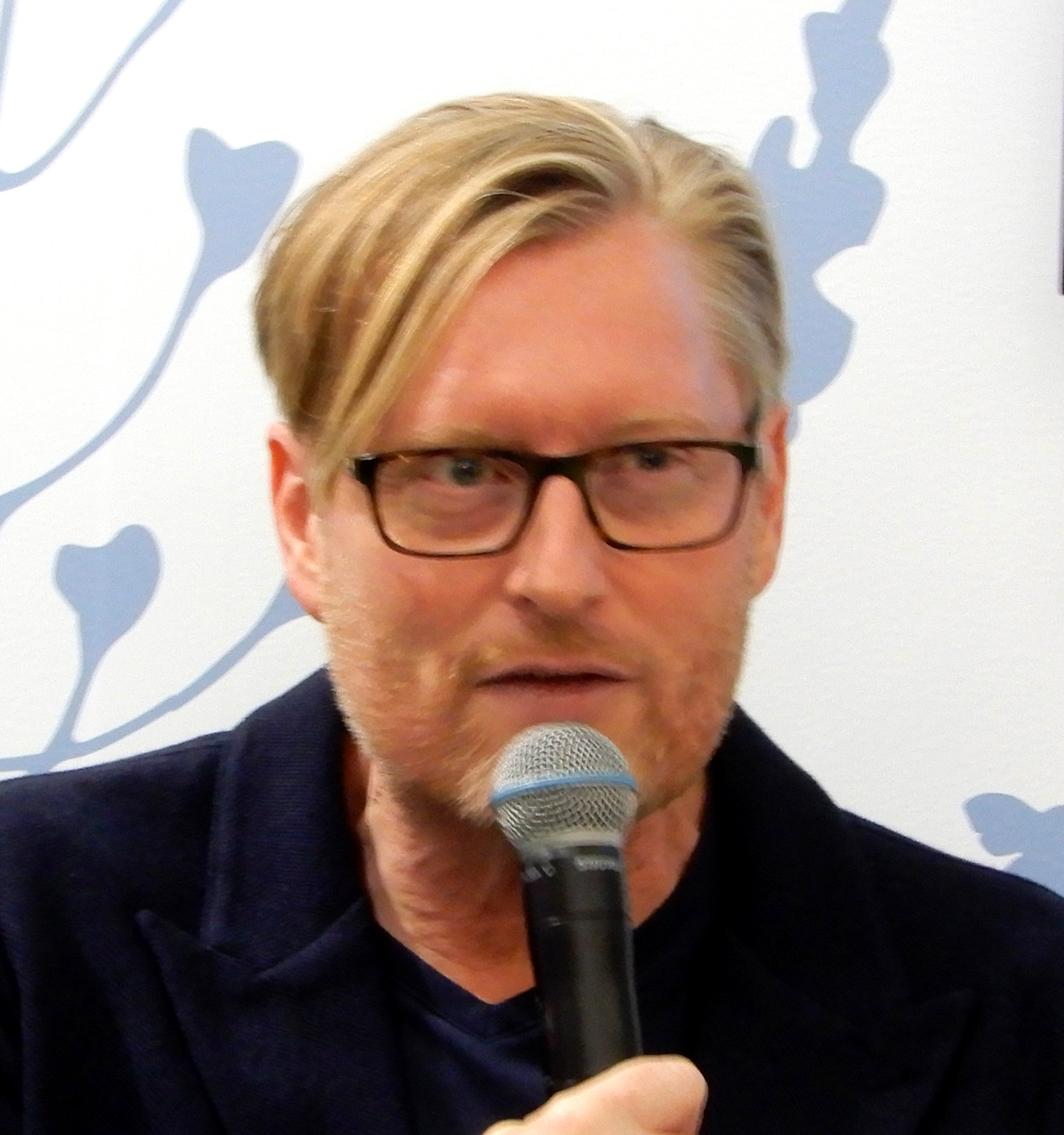
Anders de la Motte på Bokmässan 2022

Lars Anders Thomas de la Motte, ursprungligen Petersson, född 19 juni 1971 i Norra Vrams församling i dåvarande Malmöhus län, är en svensk kriminalförfattare.

## Biografi
Anders de la Motte är son till Hans Petersson och Eva, ogift de la Motte. Han växte upp i Billesholm, där modern var bibliotekarie i Bjuv. Han flyttade sedan till Stockholm och utbildade sig till polis, vilket han arbetade som under åtta år, innan han 2002 flyttade till Lomma, där han och hans familj är bosatta. 2005–2012 verkade han som säkerhetschef på Dell i Köpenhamn med ansvar för företagets verksamheter i Europa, Mellanöstern och Afrika. Dessa arbetserfarenheter har sedan kommit till användning i hans författarskap inom kriminalgenren.
2010 debuterade han med boken Geim, den första i en trilogi med huvudpersonerna HP Pettersson och Rebecca. För den tilldelades han Svenska Deckarakademins debutantpris 2010. Den följdes 2011 av Buzz och Bubble 2012. Med en handling som kretsar kring det moderna IT-samhället, dess narcissism och risker, med en snabb berättarstil och språk som för tankarna till datorspelsvärlden har han också nått en yngre läsarkrets och efter framgångarna med böckerna avslutade han sitt arbete som säkerhetschef för att bli författare på heltid. 
Trilogin följdes av böckerna MemoRandom (2014) och UltiMatum (2015). För den senare erhöll han Svenska Deckarakademins pris för Bästa svenska kriminalroman 2015.
Slutet på sommaren blir den första av de la Mottes böcker att bli adapterad när TV-serien med samma namn har premiär hösten 2023, den är producerad av Harmonica Films med de la Motte som exekutiv producent. Även geim-trilogin och MemoRandom-duologin har förberetts för produktion; trilogin av franska Gaumont och duologin av amerikanska Twentieth Century Fox med de la Motte som medproducent och delaktig som manusförfattare.
Geim-trilogin har blivit översatt till flera språk och finns i 29 länder. 

## Priser och utmärkelser
- 2010 – Svenska Deckarakademins debutantpris
- 2015 – Svenska Deckarakademins pris för Bästa svenska kriminalroman

### Romaner

#### Geimtrilogin
- Geim, Alfabeta Bokförlag (2010)
- Buzz, Alfabeta Bokförlag (2011)
- Bubble, Alfabeta Bokförlag (2012)

#### MemoRandom
- MemoRandom, Forum bokförlag (2014)
- UltiMatum, Forum bokförlag (2015)

#### Årstidskvartetten
- Slutet på sommaren, Forum bokförlag (2016)
- Höstdåd, Forum bokförlag (2017)
- Vintereld, Forum bokförlag (2018)
- Våroffer, Forum bokförlag (2020)

#### Askerserien
- Bortbytaren, Forum bokförlag (2022)
- Glasmannen, Forum bokförlag (2023)
- Rostskogen, Forum bokförlag (2024)

#### Morden på Österlen (medMåns Nilsson)
- Döden går på visning, Forum bokförlag (2021)
- Ett fynd att dö för, Forum bokförlag (2022)

#### Mord under solen (medAnette De la Motte)
- Ett fall på Capri, Forum bokförlag (2024)
- Intrig i Amalfi, Forum bokförlag (2025)

### Kortromaner
- Död mans hand, Bonnier Bookery (2018)